# Стівен Фрейл
Стівен Фрейл (англ. Stephen Frail, нар. 10 серпня 1969, Глазго) — шотландський футболіст, що грав на позиції півзахисника. По завершенні ігрової кар'єри — тренер.
Виступав, зокрема, за клуби «Данді» та «Гартс».
Володар Кубка Шотландії. 

## Ігрова кар'єра
У дорослому футболі дебютував 1985 року виступами за команду клубу «Данді», в якій провів дев'ять сезонів, взявши участь у 99 матчах чемпіонату. 
Своєю грою за цю команду привернув увагу представників тренерського штабу клубу «Гартс», до складу якого приєднався 1994 року. Відіграв за команду з Единбурга наступні чотири сезони своєї ігрової кар'єри.
Згодом з 1998 по 2001 рік грав у складі команд клубів «Транмер Роверз» та «Сент-Джонстон».
Завершив професійну ігрову кар'єру у клубі «Грінок Мортон», за команду якого виступав протягом 2001—2002 років.

## Кар'єра тренера
Після завершення ігрової кар'єри розпочав тренерську роботу. 2007 у тандемі з російським спеціалістом Анатолієм Коробочкою, який паралельно був директором з футболу клубу «Гартс», очолив тренерський штаб цієї команди. На початку 2008 року тренерський тандем розпався і протягом першої половини року обов'язки головного тренера команди з Единбурга Фрейл виконував самостійно.
Згодом з 2009 по 2015 рік працював з молодіжними командами клубу «Селтік».

## Титули і досягнення
- Володар Кубка Шотландії (1):

«Гартс»:  1997-1998